# Liriomyza eupatoriana
Liriomyza eupatoriana este o specie de muște din genul Liriomyza, familia Agromyzidae, descrisă de Spencer în anul 1954. Conform Catalogue of Life specia Liriomyza eupatoriana nu are subspecii cunoscute.